# Нахманович, Пётр Абрамович
Пётр Абра́мович Нахмано́вич (род. 25 августа 1945, пос. Брацлав Немировского района Винницкой области, УССР, СССР) — советский и российский финансист, банкир и управленец.
Создатель и первый руководитель «АвтоВАЗбанка», одного из первых коммерческих банков современной России, бывшего крупнейшим банком Поволжья и одним из крупнейших банков страны. Один из директоров АО «АвтоВАЗ», заложивший основы фирменного стиля предприятия.

## Биография
Перец Нахманович родился в еврейской семье. Окончил школу с золотой медалью, подал заявление в военное училище радиоэлектроники имени А С. Попова, но не прошёл по зрению, попытался поступить на инженерно-физический факультет ИТМО, но не хватило одного балла. Год преподавал в восьмилетней школе села Самчинцы в Винницкой области, а в 1964 году поступил на инженерно-экономический факультет Ленинградского политехнического института. Сначала обучался по специальности «экономика машиностроения», а со второго курса перевёлся в группу «организация механизированной обработки экономической информации».
7 ноября 1968 года Перец женился на Эмме Мажбиц, а 12 марта 1969 года он официально сменил еврейское имя на русское Пётр, хотя неофициально Петром его называли и раньше в школе, где учился, и в школе, где преподавал. В том же году, по окончании института, устроился работать на ещё строящийся АвтоВАЗ.

### АвтоВАЗ (1974—1988)
Петр Абрамович работал инженером-программистом управления организации производства (УОП) ВАЗа, был секретарём комсомольской организации УОП, а позднее и всего заводоуправления, входил в состав общезаводского комитета ВЛКСМ. В 1972 году был призван в Советскую армию. Так как ранее проходил военные сборы и имел звание младшего лейтенанта, то служил офицером, на полигоне Капустин Яр. Во время службы жена родила сына Александра, которого отец увидел только в отпуске в 1973 году, когда перевёз всю семью в Капустин Яр. В 1974 году Нахманович вышел в запас, семья вернулась в Тольятти, позднее на очередных сборах он получил воинское звание капитана. Вновь вернулся на АвтоВАЗ, жена устроилась медсестрой на «Скорую помощь».
С 1974 года Пётр Нахманович работал начальником бюро управления организации производства ВАЗа — подразделения, занимавшегося разработкой и совершенствованием комплексов автоматизации планирования и контроля производства, подготовки выпуска новых моделей, обеспечения материалами, комплектующими, оборудованием, организации труда и заработной платы, бухгалтерского учёта. Вступил в КПСС, был членом партбюро УОП. Занимаясь разработками по автоматизации бухгалтерского учёта и работами по нормативам оборотных средств неоднократно сталкивался с Александром Ясинским, возглавлявшим тогда финансовое управление завода. Ясинский оценил способности Нахмановича, и решив, что лучше всего внедрять автоматизацию финансовой системы АвтоВАЗа сможет как раз один из её разработчиков, в 1979 году предложил Петру Абрамовичу перейти на работу в финансовое управление.
В это время на заводе под руководством П. М. Кацуры велась разработка концепции перевода предприятия на полный хозрасчёт. За свою работу в этом направлении в 1986 году Пётр Абрамович был награждён медалью «За трудовое отличие». В том же году Александр Ясинский, занявший пост заместителя генерального директора по экономике и планированию, согласовал назначение Петра Нахмановича на свою прежнюю должность начальника финансового управления завода.
В ходе реформирования системы экономического управления предприятия стала очевидной необходимость реорганизации финансовой службы, путём создания внутри завода финансово-расчётного центра на базе финансового управления и центральной бухгалтерии. При этом бухгалтерия выступала категорически против любых реформ, и находила в своём сопротивлении перестройкам поддержку со стороны министерства финансов, несмотря на то, что проект реформ на АвтоВАЗе поддерживался Советом Министров СССР и решениями пленума ЦК КПСС, видевшими в заводе носителя передового опыта, который должен был стать первопроходцем реформирования всей советской экономики. Процесс создания независимой финансовой службы застопорился, а без этого было невозможно выстроить современную систему правильных финансовых взаимоотношений между подразделениями завода и производственного объединения и перевести на полный хозрасчёт ни одно подразделение.
В это же время АвтоВАЗ испытывал серьёзный дефицит долгосрочных кредитных ресурсов. Валютная прибыль от экспорта поступала нерегулярно и в меньших, чем планировалось, объёмах. Государственные субсидии сократились с падением цен на нефть, да и направлялись преимущественно на строительство отраслевого научно-технического центра АвтоВАЗа. Государственный «Промстройбанк», отвечавший за финансирование предприятий машиностроения, практически не получал бюджетных средств на эти цели.
В подобной обстановке Петру Нахмановичу на глаза попалась газета «Известия», в которой сообщалось о создании двух государственных холдингов: «Энергомаш» и «Технохим», в состав которых, среди прочих организаций, должны были войти и банки. С идеей создания аналогичного коммерческого банка при АвтоВАЗе, структуры, потенциально способной решить многие задачи, стоявшие перед финансовой службой предприятия, он обратился к Ясинскому, который её немедленно одобрил, поручив Нахмановичу заниматься всеми организационными вопросами и согласованиями.
Оказалось, что создание коммерческого банка в социалистическом государстве весьма сложная затея. В стране отсутствовали законы о банках и банковской деятельности, отсутствовало залоговое законодательство, вексельное право, законы о банкротстве и страховании рисков, были запрещены любые операции с валютой, преследовались спекуляции, то есть была прямо запрещена основная деятельность любого банка — покупка денежных средств по одной цене и их продажа по другой. Не существовало никакой государственной поддержки, напротив, огромные налоги зачастую вводились задним числом, законодательство РСФСР и СССР по ряду пунктов противоречило друг другу. Зарегулированность различными запретами банковской деятельности доходила до того, что у некоторых банков не было даже договоров на обслуживание клиентов, считалось не нужным.
Неудивительно, что многие опытные коллеги-экономисты не понимали, как можно в подобных условиях создавать коммерческий банк и называли инициаторов авантюристами. Однако же благодаря настойчивости Нахмановича дело двигалось. Коммуникабельность, просчитанная аргументация проекта, личные контакты Нахмановича и Ясинского, а также коммерческие связи АвтоВАЗа, позволили им успешно договориться и включить в число учредителей создаваемого банка, помимо АвтоВАЗа и других промышленных предприятий, самые серьёзные финансовые структуры страны: Сбербанк, Внешэкономбанк и Промстройбанк.
14 октября 1988 года на учредительном собрании Пётр Абрамович Нахманович был назначен председателем правления нового банка: «АвтоВАЗбанк». 16 ноября 1988 года правление Госбанка СССР зарегистрировало учредительные документы и устав банка под номером 23.

### АвтоВАЗбанк
2 января 1989 года Пётр Нахманович приступил к исполнению своих обязанностей председателя правления банка, а уже 1 февраля он уехал в трёхмесячную командировку в ФРГ, изучать опыт работы западногерманских банков и бирж. Оттуда он привёз несколько ящиков иностранной литературы о банковском деле, которую с помощью переводчиков спешно изучали сотрудники нового банка.
Банк создавался на кадровой базе финансового управления АвтоВАЗа и местного отделения Промстройбанка, переведшего в АвтоВАЗбанк все объёмы своей работы и клиентуру. Помещение также перешло от Промстройбанка: три обычные квартиры на первом этаже жилого дома с единственным телефоном. И если проблема с помещениями первое время решалось арендой офисов в различных организациях, то кадровый вопрос был значительно серьёзней. В СССР просто не было специалистов по управлению коммерческим банком. Кроме того, начинание находило поддержку далеко не у всех, в частности некоторые высокопоставленные сотрудники банка впоследствии вспоминали, что при переходе из Промстройбанка в АвтоВАЗбанк им предлагалось приложить все усилия, чтобы развалить новую структуру. Даже бывшие коллеги Нахмановича по финансовому управлению АвтоВАЗа, опытные экономисты и организаторы производства, в большинстве своём скептически относились к банку. Никто не хотел терять приличные должности, соответствующую зарплату и отличные социальные льготы, предлагаемые АвтоВАЗом при переходе на новую работу.
Петру Нахмановичу удалось принципиально решить этот вопрос, согласовав с генеральным директором АвтоВАЗа В. Каданниковым гарантии предоставления работникам банка, переходящим с завода, всех заводских социальных льгот, несмотря на опасения многих, что в таких условиях банку удастся переманить себе всех лучших специалистов. Массового перехода не случилось, не было толпы желающих заниматься незнакомым делом, но ключевых специалистов, необходимых для существования банка, Нахманович сумел убедить перейти в АвтоВАЗбанк.
Продолжая осуществлять идею реформирования финансовой службы АвтоВАЗа Пётр Нахманович добивался перевода части функций финансового управления в АвтоВАЗбанк. Первым достижением стала передача кассовых операций, которые на заводе были поставлены крайне плохо. Ему удалось получить приказ генерального директора АвтоВАЗа В. Исакова о переводе кассового отдела в полном составе в АвтоВАЗбанк, также он провёл большую работу с коллективом кассиров, лично встречаясь с ними, рассказывая о банке, убеждая перейти на новую работу. Начинание оказалось удачным, АвтоВАЗбанк не допустил ни единого срыва выдачи заработной платы, переоснастил современным оборудованием заводские кассы, организовал эффективную и безопасную перевозку средств, составил точные графики инкассирования.
Уже к концу 1989 года, во многом стараниями Нахмановича, банк на собственные заработанные средства смог построить первый офис, с персональными кабинетами, телефонами и компьютерами. В 1992 году банк вошёл в пятёрку крупнейших коммерческих банков России.
АвтоВАЗбанк одним из первых в современной России использовал векселя, выпустив в оборот векселя КамАЗа, дело было настолько новым, что ещё не существовало даже типографских бланков векселей, их просто печатали на машинке. Также банк стал первым коммерческим банком, получившим лицензию на проведение валютных операций, первым в России выпустил годовой отчёт. Под управлением Нахмановича АвтоВАЗбанк был принят в члены VISA International, став седьмым российским банком — членом этой платежной системы, создал собственный процессинговый центр NCC — National Credit Card, на базе которого были выпущены пластиковые карты, аналоги дебетовой VISA Electron. К этой карточной системе впоследствии подключилось и несколько других банков Поволжья. Нахманович предполагал перевести выплату зарплаты сотрудникам «АвтоВАЗа» на пластиковые карты NCC, идея поддерживалась и самим заводом, но в силу различных причин тогда такой перевод не состоялся.
В 1993 году в Москве состоялся конкурс «Банкир года», для участия в котором были отобраны 10 лучших из двух тысяч российских банков. АвтоВАЗбанк был единственным региональным представителем, и в итоге Пётр Нахманович занял второе место. Во вскоре наступивших кризисах банковской системы России из десятки лучших других банков девять — прекратили своё существование.
К 1994 году в банке работало 2562 человека, из которых лишь 827 в центральном аппарате управления, а остальные в тринадцати филиалах, трёх представительствах, двух дочерних банках в Вене и Берлине и офшорном филиале на Кипре. К концу года банк имел уже 29 филиалов, являлся крупнейшим банком Поволжья, и входил в 20 крупнейших банков России Кроме того, АвтоВАЗбанк участвовал в капитале ещё нескольких банков и коммерческих структур в Поволжье и других районах России.
К концу 1994 года в соответствии с указом президента Ельцина была создана крупнейшая в российской автомобильной промышленности финансово-промышленная группа, в составе заводов АвтоВАЗ и КамАЗ, финансово опиравшихся на АвтоВАЗбанк, акционерами которого являлись оба завода. Предполагалось, что банк займётся созданием мощной банковской группы, чтобы обеспечить и текущее финансирование, и крупные инвестиционные программы предприятий — участников альянса. Несмотря на экономический кризис осени 1994 года и рост задержек по возврату кредитов банк закончил год с прибылью, в очередной раз были выплачены дивиденды, началась реформа филиальной сети с преобразованием филиалов в дочерние банки.

#### Образование
Политика АвтоВАЗбанка предусматривала собственную структуру подготовки кадров. По мнению Нахмановича требовалось коренным образом изменить мышление сотрудников, отказавшись от социалистических стереотипов, изменить психологию отношений «банк-клиент», заставить сотрудников банка работать в первую очередь на обслуживание интересов клиентов. Кроме того сказывался дефицит квалифицированных кадров. Если столичные банки пополняли кадровый дефицит многочисленными квалифицированными сотрудниками союзных структур: ЦК, Госплана, министерств, то провинциальный АвтоВАЗбанк доступа к подобному источнику кадров был лишён. Поэтому Пётр Нахманович, понимая необходимость банка в квалифицированных кадрах, организовал систему приобретения сотрудниками новых знаний. Все, без исключения работники банка прошли через систему обучения как по профилю, так и по общебанковским проблемам. Ещё в 1989 году АвтоВАЗбанк учредил для студентов Куйбышевского планового института премии за лучшие курсовые и дипломные работы по банковской тематике. В том же году было налажено сотрудничество с Московским финансовым институтом, преподаватели которой читали в банке лекции по курсу «Теория и практика банковского дела». Группа специалистов обучалась в МГИМО, другие группы проходили обучение в Италии, Дании, Германии, Великобритании, Швейцарии. В АвтоВАЗбанке для сотрудников также действовали курсы иностранных языков .
В 1991 году по инициативе Нахмановича в качестве структурного подразделения банка начал работу Банк-колледж, позднее преобразованный в Академию бизнеса и банковского дела, а затем Тольяттинскую академию управления. Была выстроена система непрерывного обучения: детский сад — средняя школа — банк-колледж — вуз. Это было впервые в стране, и долго ещё оставалось примером для подражания. На состоявшемся в 1995 году Международном банковском конгрессе отмечалось, что АвтоВАЗбанк единственный в стране занимается не отбором лучших выпускников вузов и переманиванием кадров конкурентов, а целенаправленной подготовкой специалистов для себя и своих клиентов. Кроме АвтоВАЗбанка в стране банковским образованием занимался лишь Центральный банк.
Подобная многоплановая и интенсивная подготовка собственных кадров во многом способствовала выживанию АвтоВАЗбанка в кризисные периоды.

#### Общественная деятельность
Пётр Нахманович активно публиковался в центральной прессе, указывая на недостатки законодательства, проблемы государственного регулирования банковского дела. В одной из своих статей Нахманович указывал, что в России банкротство одного крупного банка может повлечь крах всей банковской системы государства, так как Центральный банк не несёт никакой ответственности за состояние коммерческих банков и не обеспечивает должной поддержки кредитными ресурсами. Его позиция и активность не остались незамеченными. Постановлением правительства РСФСР он был включён в группу по совершенствованию банковского законодательства.
Также Пётр Нахманович был членом координационного совета общественного объединения «Круглый стол бизнеса России», членом комиссии правительства России по разработке проект концепции развития кредитно-денежной системы России. Был вице-президентом Ассоциации российских банков, членом совета Ассоциации коммерческих банков России, членом правления Российского союза промышленников и предпринимателей, президентом банковского союза «Большая Волга», председателем Биржевого совета Самарской валютной межбанковской биржи.
Избирался депутатом Тольяттинского городского совета народных депутатов.

#### Руководство другими организациями
Будучи руководителем банка, имевшего капитал в дочерних банках и иных коммерческих структурах, Пётр Нахманович являлся председателем совета директоров банка «АвтоВАЗбанк-Москва» — дочерней структуры АвтоВАЗбанка, членом совета директоров банка «Балтика», Автобанка, Межбанковского финансового дома. С 1995 года возглавлял совет директоров «Росар-банка». Был членом совета директоров корпораций Авиакор, КамАЗ.

#### Отставка
АвтоВАЗбанк существовал сам и работал в основном на заёмных ресурсах. Вливания акционеров происходили только в первый год существования банка в виде внесения первоначального взноса в уставный капитал, а весь остальной капитал банка формировался за счёт прибыли от собственно банковской деятельности. Со временем банку удалось выйти на такую величину уставного капитала, которая позволяла ему вести активные масштабные операции, однако в 1994 году разразился кризис на рынке межбанковского кредитования, приведший к общероссийскому банковскому кризису, повлекшему ликвидацию сотен банков.
У АвтоВАЗбанка также возникли сложности, так как до 50 % кредитного портфеля банка обеспечивалось из межбанковских кредитов. Образовалась значительная несбалансированность пассивов и активов по стоимости и срокам. Предвидя ухудшение ситуации Пётр Нахманович предпринял ряд мер по изменению стратегии развития банка, прежняя, с опорой на крупных промышленных клиентов, в условиях общего экономического кризиса в стране и масштабного падения объёмов производства, стала слишком рискованной. Был создан дочерний банк АвтоВАЗбанк-Москва, рассматривающийся как резервный, с возможностью переноса в него обслуживания всей клиентуры. В августе 1995 года Нахманович начал переговоры о слиянии банка с двумя другими крупными коммерческими банками Поволжья: Средневолжским коммерческим и Волго-Камским банками. Однако банковский кризис развивался быстрее, чем сказывался эффект от предпринятых мер, а идея о слиянии АвтоВАЗбанка с другими банками встретила противодействие со стороны крупнейшего акционера — АвтоВАЗа.
В декабре 1995 года ситуация стала крайне сложной. Начались задержки платежам клиентам из числа юридических лиц, при этом банку удалось сохранить выплаты по вкладам населению. КаМАЗ задерживал возврат банку 300 миллиардов рублей кредита, а АвтоВАЗ, требуя уже со стороны банка перечислений примерно такой же суммы, отказался поддержать банк, в котором имел 35 % акций, разослав своим дилерам письмо с указанием не проводить выплаты через АвтоВАЗбанк. На последовавшей пресс-конференции Пётр Нахманович рассказал о причинах кризиса (спад экономики, кризис рынка межбанковского кредитования, а также ориентация на крупные промышленные предприятия с отсутствием диверсификации кредитного портфеля по отраслям) и о предпринимаемых мерах по преодолению трудностей. Задолженность банка перед клиентами составляла около 700 млрд рублей, при этом задолженность заемщиков банку была вдвое выше (1,3—1,5 трлн руб.). Для полного восстановления платёжеспособности, по словам президента, банку требовалось 250—300 млрд руб.
Пётр Нахманович предпринял ряд мер по поиску необходимой суммы для стабилизации ситуации, используя свои связи с другими кредитно-финансовыми учреждениями, банками-учредителями, руководством крупных промышленных предприятий, властями региона и государства. Системный кризис в банковской среде и общий кризис в государстве, а также изменившиеся приоритеты промышленных предприятий привели к тому, что на просьбу о кредите никто не откликнулся. Отказ последовал и от руководства АвтоВАЗа, который хотя и получал от банка льготный валютный кредит всего под 0,5 % годовых и располагал куда большими средствами, чем требовались банку, но к этому времени уже не связывал планы дальнейшего развития именно с АвтоВАЗбанком. На обращение со стороны Нахмановича в Центробанк за стабилизационным кредитом последовал ряд условий для его получения, в том числе категоричное требование отставки президента банка. Требование было обусловлено сложившимся в Москве мнением, что в бедах банка виновно в основном его руководство, допускавшее многочисленные нарушения и растраты.
В январе 1996 года на заседании наблюдательного совета банка был проведён опрос крупнейших акционеров и членов исполнительного и наблюдательного советов. Большинство решило поддержать Петра Нахмановича и отказаться от стабилизационного кредита на подобных условиях. Весь месяц велась работа по исправлению ситуации, ликвидировались неприбыльные филиалы, сокращался персонал, продавалась недвижимость, акции некоторых дочерних структур. Удалось решить проблему с долгом КаМАЗа, после чего у банка не осталось ни одного крупного проблемного кредита. В конце месяца Пётр Нахманович в интервью оценил необходимую для стабилизации сумму уже в 170 млрд рублей.
Однако 29 февраля 1996 года на заседании совета директоров банка Пётр Нахманович подал в отставку. По словам самого Нахмановича это было предложение руководства АвтоВАЗа, согласованное с руководством КамАЗа, с обещанием перехода на работу на АвтоВАЗ. По словам руководителя временной администрации банка, заместителя председателя Центробанка РФ Татьяны Артёмовой Нахманович подал в отставку потому, что ему надоело ежедневно выслушивать упрёки в свой адрес, связанные с непрофессионализмом руководящего состава.
Аудит временной администрацией Центробанка и инициированная ею прокурорская проверка, однако, никаких серьёзных нарушений в деятельности банка и его руководства не обнаружили, предпринятые ранее меры по выходу из кризиса дали результат уже к концу 1 квартала 1996 года. В дальнейшем банк даже без привлечения стабилизационного кредита смог вернуть все вложенные средства, восстановить платёжеспособность, сохранив ядро коллектива. Новым президентом банка стала бывший вице-президент В. Прокопенко.

### АвтоВАЗ (1996—2005)
После отставки с поста президента банка Пётр Нахманович вернулся на «АвтоВАЗ» в качестве директора проектно-аналитического центра. Одним из первых проектов стал неосуществлённый ранее перевод выплаты зарплат сотрудникам завода на пластиковые карты. Однако, так как после отставки президента имидж и надёжность АвтоВАЗбанка пошатнулись, и начинание нашло много противников, то АвтоВАЗ целиком выкупил дочернее предприятие АвтоВАЗбанка — процессинговый центр NCC, сохранив за собой контроль за движением денежных средств и, одновременно, выплатив большую сумму банку, находящемуся в сложной ситуации.
Другой проект Нахмановича — продажа автомобилей в кредит — потерпел неудачу. Специалисты прошли обучение в европейских банках, специализирующихся на автокредитах, под проект АвтоВАЗ приобрёл небольшой банк «Волна», однако кризис 1998 года и резкий рост цен на иномарки значительно увеличили спрос на автомобили «Лада», и руководство завода заморозило проект, упустив возможность стать одним из первых и самых крупных участников рынка автокредитования в России.
Ещё одно начинание Петра Абрамовича — реформирование структуры управления заводом, нашло поддержку со стороны и генерального директора завода А. Николаева, и председателя наблюдательного совета В. Каданникова. Для эффективной реализации проекта в марте 1999 года Нахманович получил новое назначение: должность директора по корпоративному управлению. Суть проекта сводилась к превращению завода в холдинг с управляющей компанией во главе — работе, которая начиналась ещё в 1980-е, но так и не была завершена. Анализ показывал необходимость сокращения штатов на 30 %, кардинальной ломки всех устоявшихся взаимосвязей, перемены в карьере для многих руководителей самого разного звена при отдалённости перспектив и значительных финансовых затратах. Поэтому неудивительно, что проект встречал активное сопротивление на всех уровнях, дело тянулось годами, пока следующий генеральный директор завода В. Вильчик, настроенный против создания холдинга, не закрыл его вовсе.
Ещё одним направление работы Нахмановича на заводе стала работа по формированию положительного имиджа АвтоВАЗа, которую Пётр Абрамович начал ещё в должности директора корпоративного управления и продолжил директором по связям с общественностью. Именно Нахманович положил начало созданию единого фирменного стиля завода. В рамках этой работы изменились графические эмблемы завода, словесные товарные знаки: «АВТОВАЗ» и «ЛАДА», было разграничено их употребление, зафиксированы корпоративные цвета. Вторым этапом стала работа с дилерами завода в регионах и дочерними предприятиями, которые должны были соответствовать новым стандартам завода, был проведён аудит использования товарных знаков завода, определён порядок их использования. Была проведена широкая кампания по празднованию 30-летия выпуска первого автомобиля, чествование «копейки», признанной автомобилем века в России. АвтоВАЗ начал активное участие в различных выставках и автосалонах, проводил активные рекламные кампании при выходе новых моделей, проведение различных автопробегов, в том числе с участием журналистов. Широко отмечался подготовленный при участии Нахмановича 90-летний юбилей первого директора завода В. Н. Полякова.
Также в рамках работы по связям с общественность Нахманович начал масштабную деятельность по формированию научной историографии АвтоВАЗа. В рамках этой деятельности было проведено две научных конференции «История ОАО „АВТОВАЗ“: уроки, проблемы, современность», осуществлена публикация около тридцати изданий монографического, мемуарного, исторического характера, фотоальбомов и каталогов. Началось создание книжной серии «Творцы АВТОВАЗа» — цикла историко-художественных биографий специалистов завода, оставивших заметный след в его истории, возобновилась и продолжилась работа по изданию мемуарной серии «ВАЗ: страницы истории», вышедший сборник ранее не публиковавшихся архивных документов «Осенний дебют» положил начало серии альманахов по истории завода «Неизвестный АВТОВАЗ».
26 октября 2005 года Пётр Нахманович вышел на пенсию.

### Пенсионер
На выплаченное заводом выходное пособие Нахманович смог приобрести квартиру в Москве, куда и переехал сразу после выхода на пенсию. Однако уход на пенсию не стал уходом на отдых, Пётр Абрамович продолжал работу: занимался развитием бизнеса по созданию мини-маркетов шаговой доступности «Daily», развивал систему сети розничных офисов в «Хоум Кредит Банке», продвигал в регионы кредитный центр «Фосборн Хоум». Занимался консалтинговыми услугами.
В 2015 году в Тольятти по инициативе друзей и коллег вышла книга «Портрет на фоне перемен», посвящённая Петру Нахмановичу.

## Семья
Мать, Рахиль Моисеевна (1914—1987) была дочерью известного ныне раввина Мойше-Янкеля Рабиновича. В детстве плохо понимала украинский язык, а русский практически совсем не знала, так как в семье все говорили на идиш. После занятий с репетитором сумела пойти в школу сразу в пятый класс, однако как дочь представителя духовенства должна была учиться платно, а денег в семье не хватало. С началом коллективизации доходы в семье упали так, что больше не было возможности платить за учёбу, так что в седьмой класс Рахиль не пошла, подрабатывала репетиторством, а через год уехала в Одессу, где поступила на работу. В девятнадцать лет поступила на второй курс рабфака при Одесском пединституте, а в 1935 году на географический факультет пединститута. Окончив институт возвратилась в Брацлав, где стала школьным учителем, вела математику и географию. В начале июня 1941 года вместе с младшей сестрой по путёвке поехала в Ленинград, откуда с началом Великой Отечественной войны была эвакуирована на Урал, в Чусовой.
Отец, Абрам Перцович Нахманович (1900—1964) родился и жил в ортодоксальной еврейской общине в Литве. Занимался организацией купли-продажи продовольствия и промтоваров. С началом войны ему, как мобилизованному на строительство укреплений, чудом удалось эвакуироваться вместе с отступавшими частями Красной Армии. Вся его семья погибла в первые же дни нацистской оккупации. Вместе со строительной колонной добрался до Чусового, где весной 1942 года был назначен заведующим хозяйственной частью ОРСа Чусовского металлургического завода, а позднее коре стал инспектором торгового отдела Чусовского горисполкома.
Абрам и Рахиль встретились весной 1942 года, вскоре у них родилась дочь Рита. После окончания войны, в августе 1945 года Рахиль с дочерью и сестрой получили разрешение на реэвакуацию и отправились в Брацлав, несмотря на то, что Рахиль была на восьмом месяце беременности. Абрам Перцович разрешения на выезд не получил. На родине Рахиль обнаружила лишь отца, оказалось, что в концлагере «Печора» погибли мать и бабушка, один брат был расстрелян немцами, ещё два погибли на фронте. 25 августа 1945 года Рахиль родила сына, которого назвали именем Перец. Лишь в начале 1946 года Абрам Нахманович смог приехать в Брацлав, где официально женился на Рахили, после чего забрал её с детьми обратно в Чусовой.
Только в 1951 году Нахманович получил разрешение на выезд, семья возвратилась в Брацлав, где Рахиль вернулась к преподаванию, а Абрам работал экспедитором, зав. отделом в магазине, но сразу после этого назначения он был арестован за якобы допущенные злоупотребления. На свободу вышел только после смерти Сталина, работал директором чайной. Всего у супругов было трое детей.
7 ноября 1968 года Перец Абрамович Нахманович женился на землячке из Брацлава Эстер (Эмме) Зюзьевне Мажбиц. После переезда в Тольятти у Нахмановичей родился первый ребёнок, дочь Ольга (1968 г.р.). Позднее появились сыновья Александр (1972) и Михаил (1980).